# Sogno ribelle
Sogno ribelle è la prima raccolta ufficiale della rockband italiana Litfiba, pubblicata nel 1992.

## Descrizione
Il disco, pubblicato in CD, musicassetta e doppio LP contiene principalmente le canzoni del loro repertorio degli anni ottanta + 2 tratte dall'album "El Diablo" del 1990, reinterpretate nel nuovo stile rock della band. Contiene inoltre un inedito, Linea d'ombra, tre canzoni live tratte
dall'ultimo tour della band, e la versione da studio del brano Cangaceiro (fino a quel momento pubblicata solo in versione live), che in quegli anni concludeva i concerti della band fiorentina.

## L'edizione limitata
Quest'album è uscito anche in edizione limitata, comprendente 4 CD con custodie Digipak ed una bandana con raffigurata l'immagine di copertina dell'album racchiusi in un box di cartone formato LP. Il CD 4 racchiude 3 Bonus Tracks non incluse nell'edizione standard.

## Tracce
1. Linea d'ombra (inedito) – 3:08 (Pelù/Renzulli)
2. Corri (nuova versione)[3][4] – 4:03 (Litfiba)
3. Proibito (remix)[3][5] – 3:48 (Pelù/Renzulli)
4. Bambino (nuova versione)[3][4] – 5:03 (Litfiba)
5. Eroi nel vento (nuova versione)[3][6] – 3:35 (Litfiba)
6. Cangaceiro (versione mix)[7] – 5:01 (Pelù/Renzulli)
7. Tex (remix)[4][8] – 5:36 (Litfiba)
8. Apapaia (remix)[9][10] – 5:02 (Litfiba)
9. Istanbul (remix)[6][9] – 5:44 (Litfiba)
10. Paname (nuova versione)[3][4] – 5:26 (Litfiba)
11. El diablo (live in Cesena, '91)[5][11] – 4:25 (Pelù/Renzulli)
12. Ci sei solo tu (live in Cesena, '91)[4][11] – 5:21 (Litfiba)
13. Cane (live al Montreux Jazz Festival, '91)[10] – 4:21 (Litfiba)

Durata totale: 60:33

### Bonus Tracks incluse solo nell'edizione limitata
1. Vendette (live al Pirata Tour, '90)[10][12] – 7:12 (Litfiba)
2. Il tempo di morire[13] – 4:57 (Mogol/Battisti) – cover di Lucio Battisti
3. Yassassin (radio edit)[14] – 4:16 (Bowie) – cover di David Bowie

Durata totale: 16:25

## Musicisti

### Formazione nei brani in nuova versione
- Piero Pelù - voce
- Ghigo Renzulli - chitarra, banjo inTex e voce addizionale
- Federico Poggipollini - chitarra ritmica in quasi tutte le tracce, ad eccezione di Cangaceiro, Tex, Apapaia, Istanbul, Vendette e Yassassin.
- Roberto Terzani - basso e voce addizionale
- Antonio Aiazzi - tastiere
- Daniele Trambusti - batteria
- Candelo Cabezas - percussioni

### Altri musicisti
- Francesco Magnelli - tastiere in Cangaceiro
- Gianni Maroccolo - basso in Cangaceiro, Apapaia, Istanbul e Yassassin
- Ringo De Palma - batteria in Cangaceiro, Apapaia, Istanbul e Yassassin
- Lu Rashid - voce addizionale in Istanbul

## Singoli
1. Linea d'ombra (promo)
2. Bambino (nuova versione) (promo, videoclip)
3. Proibito (remix) (videoclip)

## Curiosità
- Sul retro del disco Piero Pelù saluta i fans con l'espressione "Tam Tam", che precedeva l'attuale espressione "Lacio Drom";
- La canzone Paname è stata modificata nel verso "vogliamo vendetta, cherie cherie, et guerre" con un grido che sostituisce la parola "guerre";
- La scritta Litfiba sulla copertina del disco è stata formata facendo un collage con lettere prese dalle copertine degli altri dischi: L da Desaparecido, I da 17 re, T da Transea, F da Litfiba 3, I da 12-5-87 (aprite i vostri occhi), B da Pirata e A da El diablo;
- La foto di Pelù e Renzulli che si intravede in copertina è la stessa che si vede sul retro de El diablo.

## Errori
- Nell'edizione limitata Tex e Cangaceiro sono scambiate di posto nella Tracklist[2]
- La versione di Tex è completamente nuova e non semplicemente un remix come riportato sul retro della copertina. Inoltre, è erroneamente indicato che il brano dura 4 minuti e 30 secondi, ma in realtà esso dura 5 minuti e 36 secondi;
- Anche Proibito è presentata in una nuova versione e non semplicemente come remix, in quanto l'intera traccia vocale di Piero è stata incisa nuovamente in studio ed è completamente diversa da quella del brano originale. Anche alcune parti di chitarra sono state registrate nuovamente.
- Cangaceiro è presentata come versione mix, ma in realtà questa è l'unica versione studio del brano che concludeva i concerti della band nei primi anni '90, ed è anche quella che accompagna il video di tale canzone.

## Classifiche

### Classifiche settimanali
| Classifica (1992) | Posizione massima |
| ----------------- | ----------------- |
| Europa            | 49                |
| Italia            | 2                 |